# Миколай Радзивілл (жмудський єпископ)
Миколай Радзивілл (бл.1492 — 3 листопада 1530) — церковний діяч Великого князівства Литовського. Відомий також як Миколай Радзивілл III.

## життєпис
Походив з литовського аристократичного роду Радзивіллів. Син Миколая Радзивілла, великого канцлера литовського, і Єлизавети Сакович. Народився близько 1492 року. Замолоду було обрано духовну кар'єру. Навчався в Болнському університеті, а потім в Римі. 1515 році завдяки впливу єпископа віленського Войцеха Радзивілла стає єпископом Жмудським (Самогітським). Фактично заступив на кафедру в 1522 році. Не відігравав значної ролі вдуховному житті великого князівства Литовського. Помер 1530 року.